# Final de la Liga de Campeones Femenina de la UEFA 2024-25
La final de la Liga de Campeones Femenina de la UEFA 2024-25 fue disputada el día 24 de mayo de 2025 en el Estádio José Alvalade en Lisboa, Portugal.

## Finalistas
En negrita, las finales ganadas.
| Equipos   | Finales jugadas anteriormente | Finales jugadas anteriormente                |
| --------- | ----------------------------- | -------------------------------------------- |
| Arsenal   | 1 (1)                         | 2006-07.                                     |
| Barcelona | 5 (3)                         | 2018-19, 2020-21, 2021-22, 2022-23, 2023-24. |

## Sede de la Final
El 28 de junio de 2023, durante su reunión en Nyon, Suiza, el Comité Ejecutivo de la UEFA estableció que la final se jugaría en el Estádio José Alvalade, de Lisboa, Pourtugal.
| Portugal                              |                       |                       |                       |
| Ciudad                                | Estadio               |                       |                       |
| Lisboa                                | Estádio José Alvalade | Estádio José Alvalade | Estádio José Alvalade |
|                                       |                       |                       |                       |
| 50 095 espectadores                   |                       |                       |                       |
| Final Liga de Campeones Femenina 2025 |                       |                       |                       |

## Partidos de clasificación para la Final
| GRUPO C       | Pts. | PJ | PG | PE | PP | GF | GC | Dif |
| ------------- | ---- | -- | -- | -- | -- | -- | -- | --- |
| Arsenal       | 15   | 6  | 5  | 0  | 1  | 17 | 9  | 8   |
| Bayern Múnich | 13   | 6  | 4  | 1  | 1  | 17 | 6  | 11  |
| Juventus      | 6    | 6  | 2  | 0  | 4  | 4  | 11 | –7  |
| Vålerenga     | 0    | 6  | 0  | 1  | 6  | 3  | 15 | –12 |

| GRUPO D    | Pts. | PJ | PG | PE | PP | GF | GC | Dif |
| ---------- | ---- | -- | -- | -- | -- | -- | -- | --- |
| Barcelona  | 15   | 6  | 5  | 0  | 1  | 26 | 3  | 23  |
| Roma       | 15   | 6  | 5  | 0  | 1  | 11 | 6  | 5   |
| Hammarby   | 6    | 6  | 2  | 0  | 4  | 5  | 17 | –12 |
| St. Pölten | 0    | 6  | 0  | 0  | 6  | 4  | 20 | –16 |

## Partido

### Ficha
| 14    | POR   | Daphne van Domselaar |       |
| 2     | DEF   | Emily Fox            |       |
| 6     | DEF   | Leah Williamson      |       |
| 7     | DEF   | Steph Catley         |       |
| 11    | DEF   | Katie McCabe         |       |
| 10    | MED   | Kim Little           |       |
| 12    | MED   | Frida Maanum         | 67'   |
| 8     | MED   | Mariona Caldentey    |       |
| 18    | DEL   | Chloe Kelly          | 67'   |
| 23    | DEL   | Alessia Russo        | 90+1' |
| 19    | DEL   | Caitlin Foord        | 86'   |
| D. T. | D. T. | Renée Slegers        |       |

| 13    | POR   | Catalina Coll          |     |
| 22    | DEF   | Ona Batlle             |     |
| 2     | DEF   | Irene Paredes          |     |
| 4     | DEF   | Mapi León              | 78' |
| 16    | DEF   | Fridolina Rolfö        | 78' |
| 14    | MED   | Aitana Bonmatí         |     |
| 12    | MED   | Patri Guijarro         |     |
| 11    | MED   | Alexia Putellas        |     |
| 10    | DEL   | Caroline Graham Hansen |     |
| 17    | DEL   | Ewa Pajor              |     |
| 9     | DEL   | Claudia Pina           | 62' |
| D. T. | D. T. | Pere Romeu             |     |

| 9  | Delantero | Beth Mead          | 67'   |
| 25 | Delantero | Stina Blackstenius | 67'   |
| 17 | Delantero | Lina Hurtig        | 86'   |
| 3  | Defensa   | Lotte Wubben-Moy   | 90+1' |

| 7  | Delantero      | Salma Paralluelo     | 62' |
| 23 | Centrocampista | Ingrid Syrstad Engen | 78' |
| 24 | Delantero      | Esmee Brugts         | 78' |

| 74' | Stina Blackstenius | 1:0 |

| 65' | Chloe Kelly |

| 50' · 88' | Irene Paredes Salma Paralluelo |

| Principal  | Ivana Martinčić    |
| Asistentes | Sanja Rođak-Karšić |
|            | Maja Petravić      |
| Cuarto     | Ivana Projkovska   |
| Quinto     | Staša Špur         |

| VAR            | Tiago Martins    |
| Asistentes VAR | Momčilo Marković |
|                | Alen Borošak     |

|                    |     |     |
| Tiros              | 8   | 20  |
| Tiros a puerta     | 3   | 5   |
| Faltas             | 4   | 10  |
| Saques de esquina  | 2   | 12  |
| Fueras de juego    | 4   | 0   |
| Posesión del balón | 44% | 56% |

| Alineación inicial |

| 14    | POR   | Daphne van Domselaar |       |
| 2     | DEF   | Emily Fox            |       |
| 6     | DEF   | Leah Williamson      |       |
| 7     | DEF   | Steph Catley         |       |
| 11    | DEF   | Katie McCabe         |       |
| 10    | MED   | Kim Little           |       |
| 12    | MED   | Frida Maanum         | 67'   |
| 8     | MED   | Mariona Caldentey    |       |
| 18    | DEL   | Chloe Kelly          | 67'   |
| 23    | DEL   | Alessia Russo        | 90+1' |
| 19    | DEL   | Caitlin Foord        | 86'   |
| D. T. | D. T. | Renée Slegers        |       |

| 13    | POR   | Catalina Coll          |     |
| 22    | DEF   | Ona Batlle             |     |
| 2     | DEF   | Irene Paredes          |     |
| 4     | DEF   | Mapi León              | 78' |
| 16    | DEF   | Fridolina Rolfö        | 78' |
| 14    | MED   | Aitana Bonmatí         |     |
| 12    | MED   | Patri Guijarro         |     |
| 11    | MED   | Alexia Putellas        |     |
| 10    | DEL   | Caroline Graham Hansen |     |
| 17    | DEL   | Ewa Pajor              |     |
| 9     | DEL   | Claudia Pina           | 62' |
| D. T. | D. T. | Pere Romeu             |     |

| 9  | Delantero | Beth Mead          | 67'   |
| 25 | Delantero | Stina Blackstenius | 67'   |
| 17 | Delantero | Lina Hurtig        | 86'   |
| 3  | Defensa   | Lotte Wubben-Moy   | 90+1' |

| 7  | Delantero      | Salma Paralluelo     | 62' |
| 23 | Centrocampista | Ingrid Syrstad Engen | 78' |
| 24 | Delantero      | Esmee Brugts         | 78' |

| 74' | Stina Blackstenius | 1:0 |

| 65' | Chloe Kelly |

| 50' · 88' | Irene Paredes Salma Paralluelo |

| Principal  | Ivana Martinčić    |
| Asistentes | Sanja Rođak-Karšić |
|            | Maja Petravić      |
| Cuarto     | Ivana Projkovska   |
| Quinto     | Staša Špur         |

| VAR            | Tiago Martins    |
| Asistentes VAR | Momčilo Marković |
|                | Alen Borošak     |

|                    |     |     |
| Tiros              | 8   | 20  |
| Tiros a puerta     | 3   | 5   |
| Faltas             | 4   | 10  |
| Saques de esquina  | 2   | 12  |
| Fueras de juego    | 4   | 0   |
| Posesión del balón | 44% | 56% |

| Alineación inicial |

| 14    | POR   | Daphne van Domselaar |       |
| 2     | DEF   | Emily Fox            |       |
| 6     | DEF   | Leah Williamson      |       |
| 7     | DEF   | Steph Catley         |       |
| 11    | DEF   | Katie McCabe         |       |
| 10    | MED   | Kim Little           |       |
| 12    | MED   | Frida Maanum         | 67'   |
| 8     | MED   | Mariona Caldentey    |       |
| 18    | DEL   | Chloe Kelly          | 67'   |
| 23    | DEL   | Alessia Russo        | 90+1' |
| 19    | DEL   | Caitlin Foord        | 86'   |
| D. T. | D. T. | Renée Slegers        |       |

| 13    | POR   | Catalina Coll          |     |
| 22    | DEF   | Ona Batlle             |     |
| 2     | DEF   | Irene Paredes          |     |
| 4     | DEF   | Mapi León              | 78' |
| 16    | DEF   | Fridolina Rolfö        | 78' |
| 14    | MED   | Aitana Bonmatí         |     |
| 12    | MED   | Patri Guijarro         |     |
| 11    | MED   | Alexia Putellas        |     |
| 10    | DEL   | Caroline Graham Hansen |     |
| 17    | DEL   | Ewa Pajor              |     |
| 9     | DEL   | Claudia Pina           | 62' |
| D. T. | D. T. | Pere Romeu             |     |

| 9  | Delantero | Beth Mead          | 67'   |
| 25 | Delantero | Stina Blackstenius | 67'   |
| 17 | Delantero | Lina Hurtig        | 86'   |
| 3  | Defensa   | Lotte Wubben-Moy   | 90+1' |

| 7  | Delantero      | Salma Paralluelo     | 62' |
| 23 | Centrocampista | Ingrid Syrstad Engen | 78' |
| 24 | Delantero      | Esmee Brugts         | 78' |

| 74' | Stina Blackstenius | 1:0 |

| 65' | Chloe Kelly |

| 50' · 88' | Irene Paredes Salma Paralluelo |

| Principal  | Ivana Martinčić    |
| Asistentes | Sanja Rođak-Karšić |
|            | Maja Petravić      |
| Cuarto     | Ivana Projkovska   |
| Quinto     | Staša Špur         |

| VAR            | Tiago Martins    |
| Asistentes VAR | Momčilo Marković |
|                | Alen Borošak     |

|                    |     |     |
| Tiros              | 8   | 20  |
| Tiros a puerta     | 3   | 5   |
| Faltas             | 4   | 10  |
| Saques de esquina  | 2   | 12  |
| Fueras de juego    | 4   | 0   |
| Posesión del balón | 44% | 56% |

| Alineación inicial |

| 14    | POR   | Daphne van Domselaar |       |
| 2     | DEF   | Emily Fox            |       |
| 6     | DEF   | Leah Williamson      |       |
| 7     | DEF   | Steph Catley         |       |
| 11    | DEF   | Katie McCabe         |       |
| 10    | MED   | Kim Little           |       |
| 12    | MED   | Frida Maanum         | 67'   |
| 8     | MED   | Mariona Caldentey    |       |
| 18    | DEL   | Chloe Kelly          | 67'   |
| 23    | DEL   | Alessia Russo        | 90+1' |
| 19    | DEL   | Caitlin Foord        | 86'   |
| D. T. | D. T. | Renée Slegers        |       |

| 13    | POR   | Catalina Coll          |     |
| 22    | DEF   | Ona Batlle             |     |
| 2     | DEF   | Irene Paredes          |     |
| 4     | DEF   | Mapi León              | 78' |
| 16    | DEF   | Fridolina Rolfö        | 78' |
| 14    | MED   | Aitana Bonmatí         |     |
| 12    | MED   | Patri Guijarro         |     |
| 11    | MED   | Alexia Putellas        |     |
| 10    | DEL   | Caroline Graham Hansen |     |
| 17    | DEL   | Ewa Pajor              |     |
| 9     | DEL   | Claudia Pina           | 62' |
| D. T. | D. T. | Pere Romeu             |     |

| 9  | Delantero | Beth Mead          | 67'   |
| 25 | Delantero | Stina Blackstenius | 67'   |
| 17 | Delantero | Lina Hurtig        | 86'   |
| 3  | Defensa   | Lotte Wubben-Moy   | 90+1' |

| 7  | Delantero      | Salma Paralluelo     | 62' |
| 23 | Centrocampista | Ingrid Syrstad Engen | 78' |
| 24 | Delantero      | Esmee Brugts         | 78' |

| 74' | Stina Blackstenius | 1:0 |

| 65' | Chloe Kelly |

| 50' · 88' | Irene Paredes Salma Paralluelo |

| Principal  | Ivana Martinčić    |
| Asistentes | Sanja Rođak-Karšić |
|            | Maja Petravić      |
| Cuarto     | Ivana Projkovska   |
| Quinto     | Staša Špur         |

| VAR            | Tiago Martins    |
| Asistentes VAR | Momčilo Marković |
|                | Alen Borošak     |

|                    |     |     |
| Tiros              | 8   | 20  |
| Tiros a puerta     | 3   | 5   |
| Faltas             | 4   | 10  |
| Saques de esquina  | 2   | 12  |
| Fueras de juego    | 4   | 0   |
| Posesión del balón | 44% | 56% |

| Alineación inicial |

| Trofeo de la Liga de Campeones Femenina de la UEFA |
| Bandera de Inglaterra                              |
| Campeón Arsenal 2.° título                         |